# Festa della Madonna della Salute

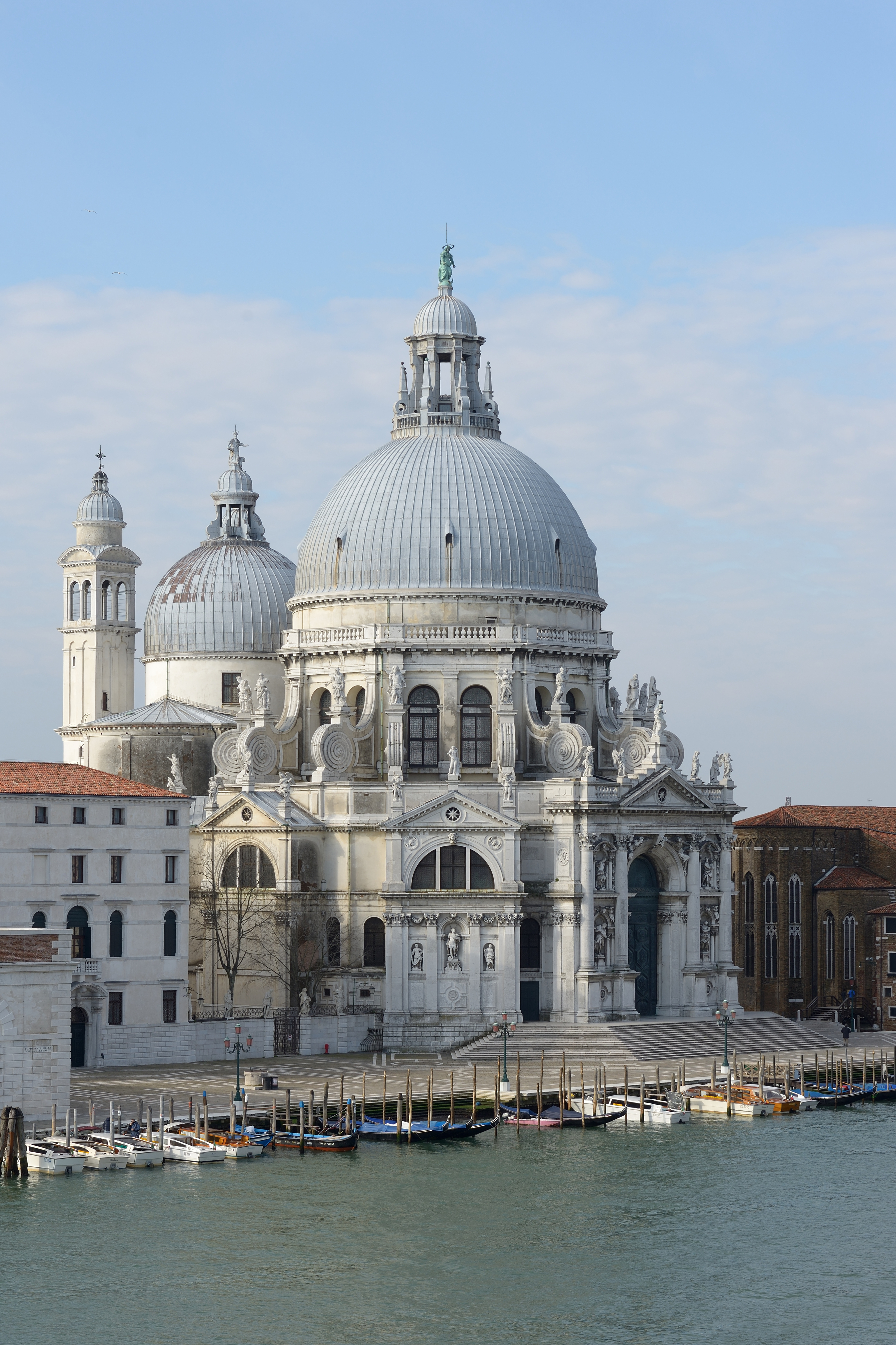
Santa Maria della Salute, die anlässlich der Erlösung von der Pest von 1630/31 versprochene Kirche zu Ehren der Hl. Maria, der Madonna

Bei der Festa della Madonna della Salute handelt es sich um eine alljährlich am 21. November in Venedig stattfindende Feier zur Erinnerung an das Ende der schweren Pestwellen der Jahre 1630 und 1631.

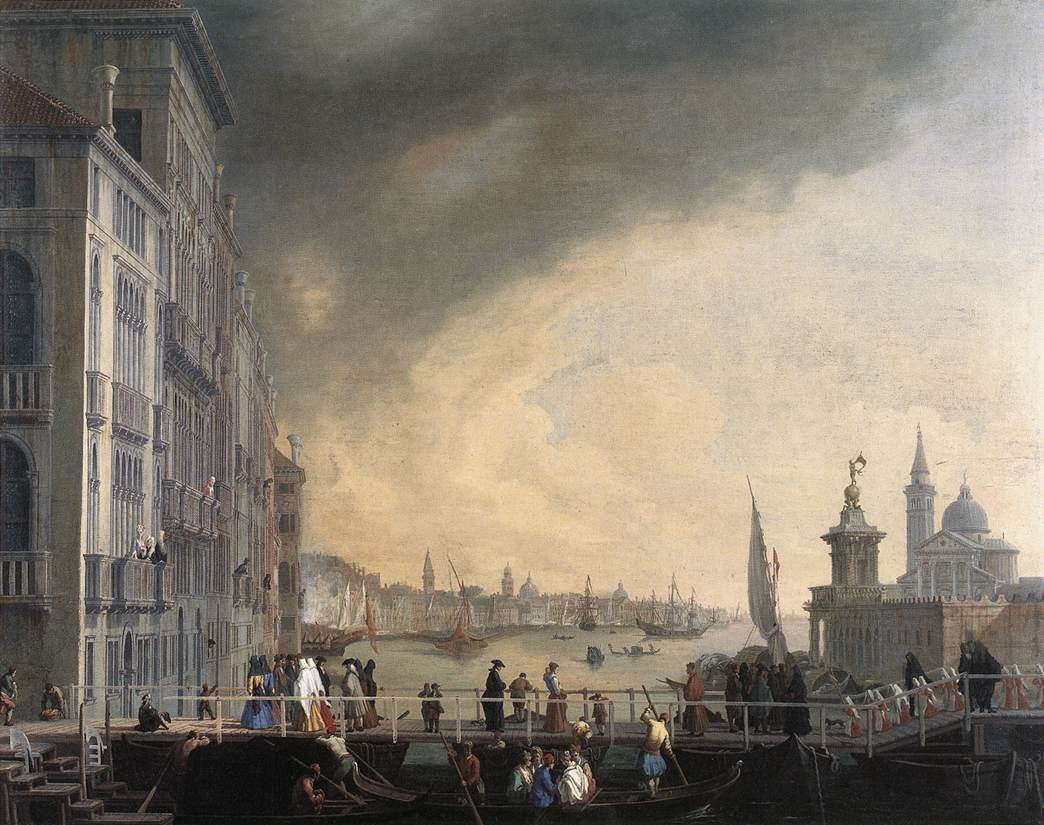
Die Brücke in einem Gemälde von Luca Carlevarijs

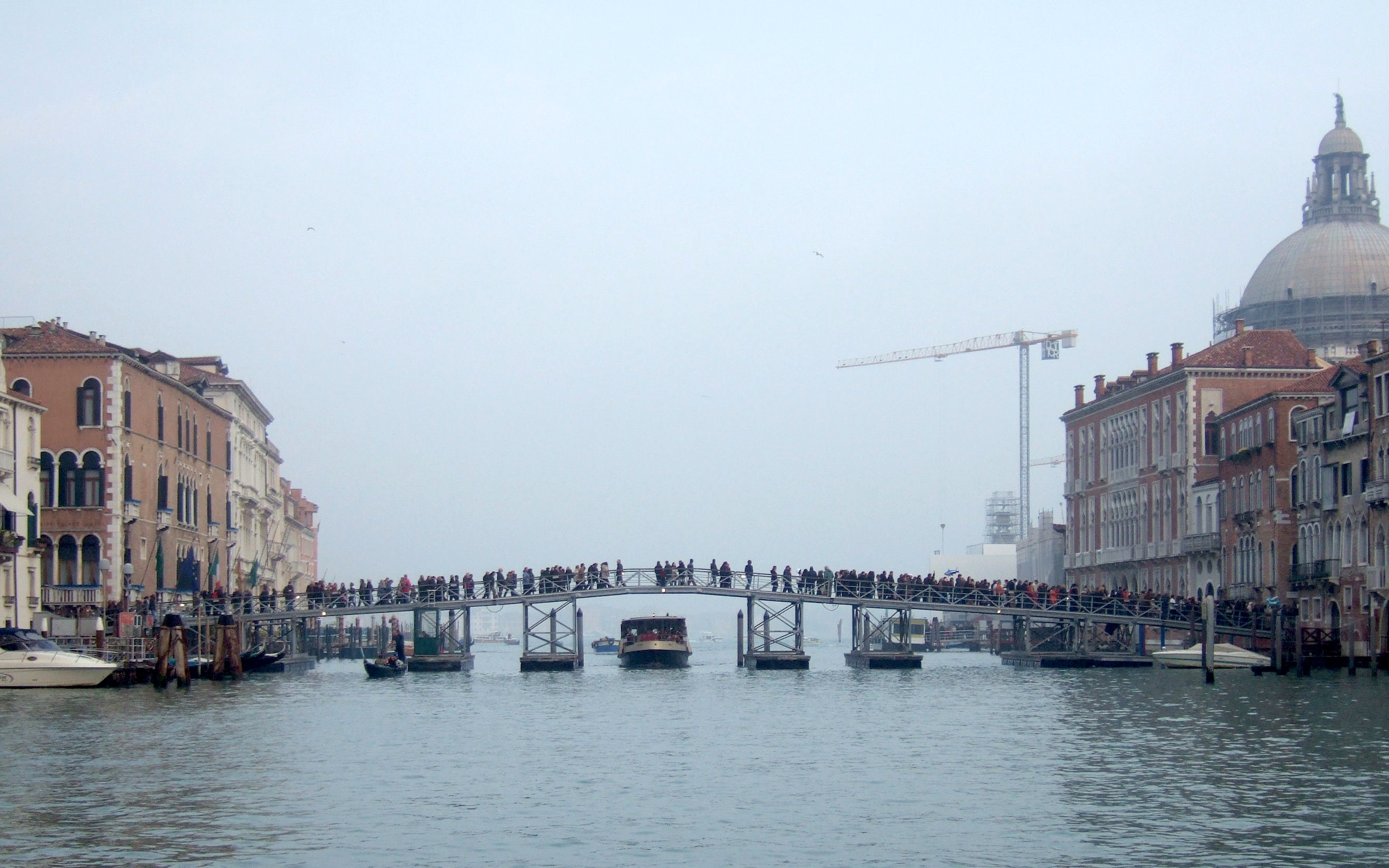
Die Prozessionsbrücke im Jahr 2008

Kern ist eine Dankesprozession zur Basilika Santa Maria della Salute. Um diese zu ermöglichen, wird eine hölzerne Brücke über den Canal Grande errichtet, die eine Stelle westlich der Punta della Dogana, der ehemaligen Zollstelle der Republik Venedig, mit der Kirche Santa Maria del Giglio verbindet.
Die Zahl der Pesttoten stieg 1630 so stark an, dass die Stadt die gesamte verbliebene Bevölkerung zu einer Bittprozession aufrief, die drei Tage und drei Nächte andauerte. Der Doge Nicolò Contarini versprach am 22. Oktober 1630, für die Erlösung von der Epidemie eine besonders schöne und strahlende Kirche errichten zu lassen. Nach den meisten früheren Pestwellen war die gefürchtete Krankheit für mehrere Jahre oder Jahrzehnte ausgeblieben, doch 1631 kehrte sie zurück. Zwar ging die Sterblichkeit zurück, doch erst im November 1631 verschwand die Pest endgültig. Insgesamt fiel der Pest mehr als ein Viertel der Bevölkerung zum Opfer, wahrscheinlich beinahe 50.000 Bewohner. Vielleicht 100.000 fielen ihr im Herrschaftsgebiet Venedigs zum Opfer.
Am 28. November 1631 fand die erste Dankesprozession statt. Seither haben sich zahlreiche Gebräuche zu diesem Feiertag entwickelt, wie etwa traditionelle Speisen, wie die castradina. Aus ähnlichem Anlass, aus Dankbarkeit für die Befreiung von der Pest der Jahre 1575 bis 1577, findet bis heute am 3. Julisonntag das Redentorefest statt.
Der Auftrag zum Bau der versprochenen Kirche ging an Baldassare Longhena, der ein achteckiges Gebäude mit einer grandiosen Kuppel entwarf. Das Gebäude wurde am 21. November 1687 geweiht.